# Edo-Wiemken-Denkmal

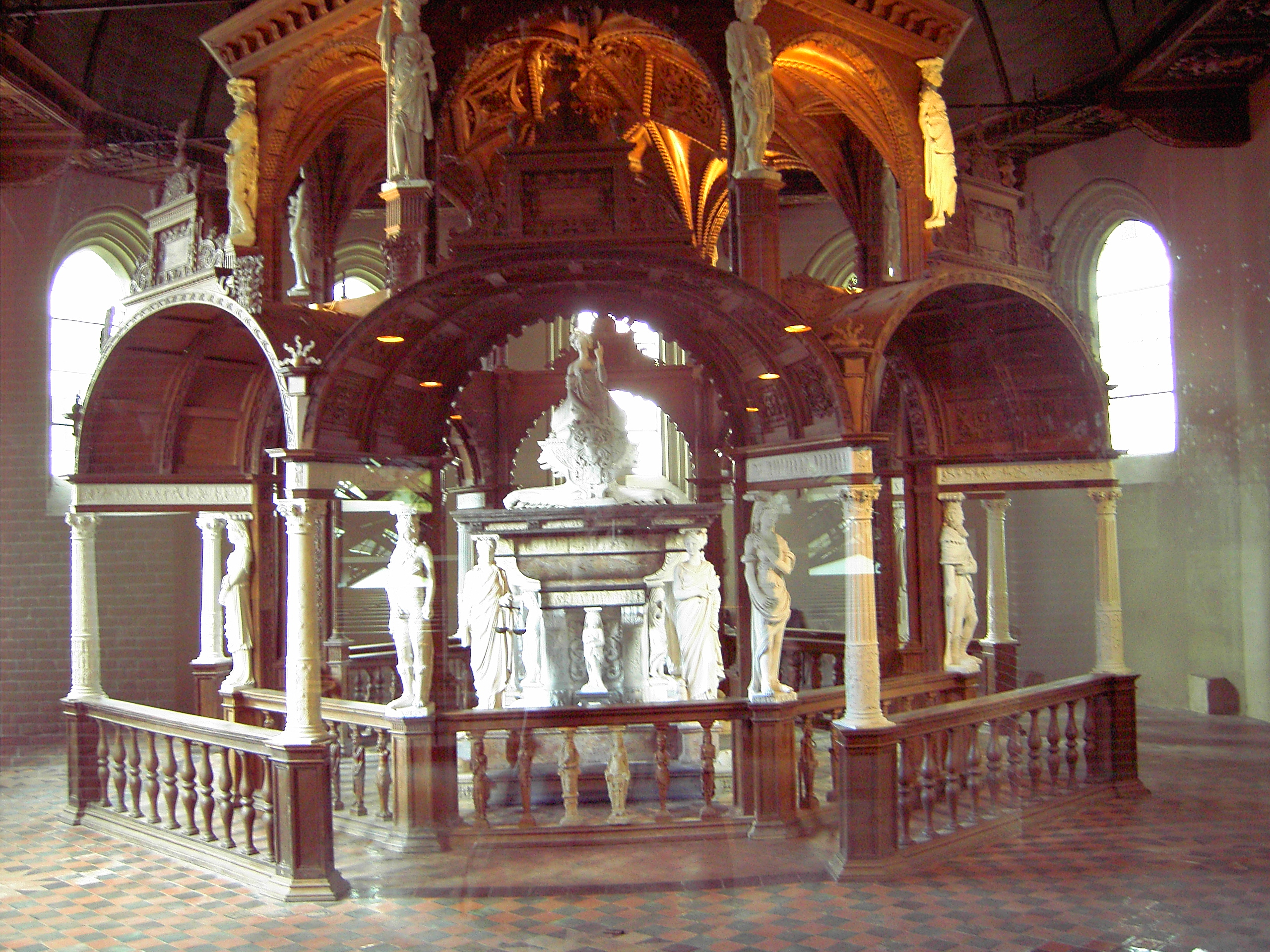
Edo-Wiemken-Denkmal

Das Edo-Wiemken-Denkmal ist ein von 1561 bis 1564 geschaffenes Grabmal für Edo Wiemken den Jüngeren, den letzten männlichen Regenten der Herrschaft Jever. Das denkmalgeschützte Grabmal steht in der evangelisch-lutherischen Stadtkirche am Kirchplatz in Jever und befindet sich im Besitz des Landes Niedersachsen.

## Geschichte
Das Edo-Wiemken-Denkmal steht im historischen Chor der Stadtkirche von Jever, den Edo Wiemkens Tochter Maria von Jever in eine Grabkapelle umwandeln ließ, damit dort von 1561 bis 1564 das Grabmal für ihren Vater entstehen konnte. Das von Heinrich Hagart geschaffene Grabmal gilt als bedeutendes Zeugnis niederländischer Bau- und Schnitzkunst der Renaissance. Hagart war ein Schüler von Cornelis Floris II., einem bekannten Antwerpener Architekten und Bildhauer, dessen sogenannter Florisstil von seinen Schülern und Nachfolgern nicht nur in den Niederlanden, sondern auch nach Dänemark und über die Küstenländer der Ostsee, Norddeutschland, bis weit nach Süddeutschland verbreitet wurde.
Das Grabmal überstand zwei Brände der Stadtkirche in den Jahren 1728 und 1959, da es früher nicht direkt zugänglich war, sondern sich hinter einer geschlossenen Steinwand befand. Die Steinmauer wirkte wie eine Brandmauer und rettete beide Male das Denkmal vor den Flammen.
Beim Wiederaufbau der Stadtkirche 1962–1964 wurde der ehemalige Chor in den neuen Kirchenbau einbezogen, indem man das neue Kirchengebäude vor den alten Chorteil setzte und die ursprüngliche Steinmauer durch eine Glastrennwand ersetzte, so dass das Grabmal heute während der Öffnungszeiten der Stadtkirche zu sehen ist.
Im Jahr 2011 wurde das Edo-Wiemken-Denkmal 450 Jahre alt und wartet nach dieser langen Zeit auf eine dringend anstehende Sanierung. Das Grabmal weist inzwischen Risse in den Alabasterfiguren, bröckelndes Holz, rostige Metallanker und Absackungen über der Krypta auf. Ein weiteres Problem ist die Feuchtigkeit im alten Chorraum. Die Kosten für die Sanierung werden auf rund 800.000 EUR geschätzt. Alternativ ist eine Übertragung der Nutzungsrechte vom Land auf den Zweckverband Schlossmuseum denkbar, denn dann könnten vom Zweckverband Fördermittel der Europäischen Union beantragt werden.
Das Edo-Wiemken-Denkmal wird seit dem 2. Quartal 2023 aufwendig saniert. Die Arbeiten konzentrieren sich sowohl auf das kunstvolle Kenotaph mit seinen Holz- und Alabasterelementen als auch auf die darunterliegende Gruft. Zunächst wurde das gesamte Denkmal mit 3D-Laserscantechnik vermessen, um eine präzise Planungsgrundlage zu schaffen. Anschließend werden beschädigte Bauteile restauriert, Risse geschlossen, korrodierte Metallanker entfernt und die Statik verbessert. Am 5. Juni 2025 wurde die Gruft geöffnet, um die bauliche Substanz zu untersuchen und historische Särge zu sichern. Die Öffnung erfolgte erstmals nach 140 Jahren. Vermutet wird hier die Grabstätte von Fräulein Maria von Jever. Die Sanierung wird vom Staatlichen Baumanagement Region Nord-West geleitet, in Zusammenarbeit mit dem Niedersächsischen Landesamt für Denkmalpflege sowie spezialisierten Restauratoren und Fachfirmen. Die Arbeiten sollen voraussichtlich 2027 abgeschlossen sein. Finanziert wird das Projekt vom Land Niedersachsen mit Unterstützung des Bundes.

## Beschreibung

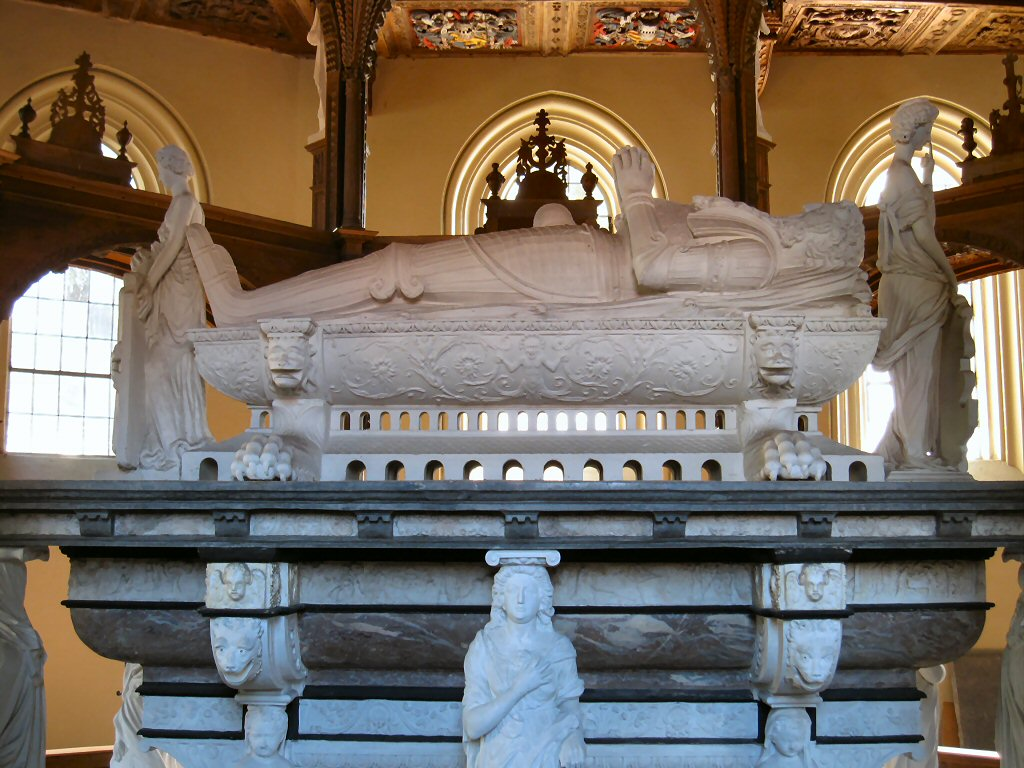
Das Kenotaph

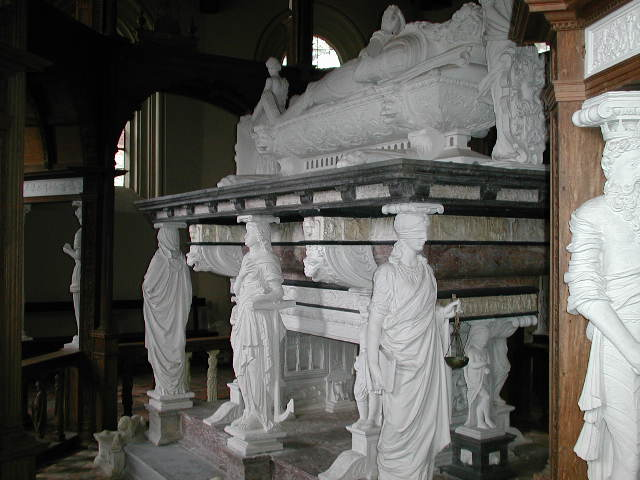
Die Säulenfiguren Hoffnung (Mitte) und Gerechtigkeit (rechts)

Das Grabmal besteht aus einem aus weißem Marmor gefertigten Sarkophag mit reichen Verzierungen, der inmitten eines großen, achteckigen, zweigeschossigen Baldachins aus Holz steht. Auf dem auf Löwenfüßen stehenden Sarkophag liegt die überlebensgroße Gestalt des Häuptlings Edo Wiemken des Jüngeren in seiner Rüstung. Das Ganze wird von mehreren weiblichen Säulenfiguren, sogenannten Karyatiden, getragen. Die Figuren symbolisieren die Gerechtigkeit, die Weisheit, die Hoffnung, die Liebe, den Frieden und den Krieg. Der Sarkophag enthält nicht die sterblichen Überreste Edo Wiemkens, sondern ist genau genommen ein Kenotaph. Die sterblichen Überreste des Häuptlings wurden in einer Kammer unter dem Grabmal beigesetzt.

## Besichtigungen
Das Grabmal ist während der Öffnungszeiten der Stadtkirche durch eine Glastrennwand zu besichtigen. Die evangelisch-lutherische Kirchengemeinde Jever bietet jeden 1. und 3. Donnerstag im Monat kostenlose fachkundige Führungen durch die Stadtkirche und das Edo-Wiemken-Denkmal an.